# Công quốc Spoleto
Công quốc Spoleto là một lãnh thổ Lombard do dux Faroald thành lập khoảng năm 570 ở miền trung nước Ý.

## Thời Vương quốc Lombard
Người Lombard nguyên là một giống dân German đã xâm chiếm Ý vào năm 568 và chinh phục nhiều lãnh địa ở đây, thiết lập một Vương quốc bị chia tách giữa một số công tước phụ thuộc vào nhà vua đóng đô ở Pavia vào năm 572. Trong những năm sau họ cũng chinh phục được miền Nam và miền trung nước Ý, đoạt lấy trung tâm quan trọng của Spoleto ngày nay là Umbria vào năm 570.
Một thập kỷ không vua sau khi người kế nhiệm của Alboin mất vào năm 574, để lại các vị công tước Lombard (đặc biệt là những người miền Nam) được định cư ở vùng đất mới của họ và hoàn toàn độc lập so với các vị vua Lombard tại Pavia. Đến năm 575 hoặc 576 Faroald đã đánh chiếm Nursia và Spoleto, thiết lập công quốc của riêng mình và tài trợ cho một giám mục theo tà thuyết Arian. Tại Spoleto, capitolium của La Mã dành riêng cho các thần Jupiter, Juno và Minerva đã bị nhà thờ chính tòa của giám mục chiếm giữ (có thể được thành lập vào thế kỷ 4) thì nay được hợp nhất thành một công trình kiến trúc ngoại giáo (nay là nhà thờ San Ansano). Các công tước Lombard đã góp phần khôi phục các công sự của sơn thành trên cao mà dãy tường thành đã bị Totila triệt phá trong chiến tranh Goth.
Các công tước Spoleto cũng tiến hành chiến tranh gián đoạn với Trấn khu Ravenna của Đông La Mã, và vùng lãnh thổ của Spoleto thường hay dao động với vận mệnh của thời kỳ này lên các xứ Umbria, Lazio, Marche và Abruzzi. Tuy vậy nó chẳng bao giờ đóng vai trò quan trọng như Công quốc Benevento, Spoleto có một điểm khá vô danh trong lịch sử Lombard. Công tước thứ hai Ariulf đã tiến hành viễn chinh liên miên nhằm chống lại ách thống trị của Đông La Mã (579–592 đánh Ravenna; 592 đánh Roma). Ariulf được kế tục bởi Theudelapius, con trai của Faroald mà Bách khoa toàn thư Công giáo công nhận là người đầu tiên xây dựng nên nhà thờ chính tòa hiện nay. Sau đó trải qua các đời công tước Atto (653), Thrasimund I (663) và Faroald II (703), đều đồng trị vì với người anh Wachilap. Faroald II chiếm được Classis, hải cảng của Ravenna mà theo quyển Lịch sử người Lombard của Paulus Diaconus: "Vào thời bấy giờ Faroald, dux đầu tiên của người Spoletan đã xâm chiếm Classis với một đạo quân Lombard để lại một thành phố giàu có bị cướp đoạt và bóc trần tất cả sự giàu sang phú quý của nó."
Về sau ông bị Liutprand, Vua của người Lombard buộc phải khôi phục lại nó, một biện pháp kiểm soát trung tâm lỏng lẻo dưới sự thống trị của Lombard mà Liutprand vừa chiếm đóng nhằm giữ chặt lấy công quốc này, ít nhất là Paulus đã đưa ra lời giải thích các sự kiện cho người bảo trợ gốc Frank của ông. Ít lâu sau Faroald đã bị con mình là Transemund II phế truất ở Spoleto vào năm 724, rồi ông này lại nổi dậy chống lại Liutprand và thành lập một liên minh với Giáo hoàng Gregory III, người đã che chở ông ở Roma vào năm 738. Hilderic là kẻ thay thế ông làm công tước lại bị Transemund giết vào năm 740, nhưng đến năm 742 thì chính ông cũng bị Liutprand buộc phải xuất gia đi tu mà nhà vua vừa được ban cho công quốc này nhờ tái chiếm bằng vũ lực với Agiprand cùng năm đó. Tới khi Liutprand mất vào năm 744, Spoleto đã được củng cố vững chắc trong việc kiểm soát trung tâm từ Pavia và Theodicus kế vị một cách hòa bình. Ba công tước trong thế kỷ 8 đều là Vua của người Lombard, một dấu hiệu cho thấy trong khoảng thời gian đó Spoleto có mối liên kết mật thiết với vương quốc còn hơn cả Benevento.

## Thời Carolingien và Thánh chế La Mã
Năm 776, hai năm sau khi Pavia thất thủ, Spoleto cũng rơi vào tay Charlemagne và Đế quốc Carolingien của ông, rồi tự mình nhận lấy tước hiệu Vua của người Lombard. Dù Charlemagne đã ban lãnh địa này cho Giáo hội nhưng ông vẫn giữ quyền chỉ định công tước xứ này, một sự nhượng bộ quan trọng có thể được so sánh với quyền lợi triều đình vẫn chưa đâu vào đâu để trao cho lãnh địa của giám mục, có lẽ vào thời điểm này thì đây vẫn là một vấn đề gây tranh cãi giữa Hoàng đế và Giáo hoàng, vì Giáo hoàng Adrian I mới đây đã bổ nhiệm một công tước Spoleto.
Năm 842 công quốc cũ được người Frank hồi sinh để tổ chức thành một vùng biên giới Frank do một biên tước phụ thuộc triều đình trấn giữ. Là một trong số công tước Frank kiệt xuất, Guido I phân chia công quốc cho hai người con trai của ông là Lambert và Guido II, người nhận được phần mình là Huân tước Camerino sau lập làm công quốc. Lambert là một chiến binh can trường đã chống chọi lại những toán cướp Saracen nhưng cũng tàn sát thảm khốc người Đông La Mã (như vào năm 867) để đến nỗi bị phế truất vào năm 871 và lại phục vị vào năm 876, rồi cuối cùng bị Giáo hoàng John VIII rút phép thông công. Năm 883 Guido II quyết định hợp nhất lãnh địa công tước, từ nay về sau gọi là Công quốc Spoleto và Camerino. Sau cái chết của Charles Béo vào năm 888, Guido được sự trợ giúp của Giáo hoàng Stephen V đã tự mình lên ngôi Hoàng đế La Mã và Vua nước Ý vào năm 891. Một năm sau đích thân Giáo hoàng Formosus đã làm lễ đăng quang cho con trai của Guido là Lambert II làm công tước, vua và hoàng đế.
Các công tước Spoleto vẫn tiếp tục can thiệp vào nền chính trị bạo lực của Roma. Alberico I, Công tước xứ Camerino (897), và sau đó là xứ Spoleto đã kết hôn với một nữ quý tộc La Mã nổi tiếng Marozia, tình nhân của Giáo hoàng Sergius III (904–911), về sau bị người La Mã giết vào năm 924. Con trai của ông là Alberico II tiến hành lật đổ senatrix vào năm 932 nhờ người em họ là Giáo hoàng John XII. Khoảng năm 949 Vua Frank là Berengar II của Ý đã tái chiếm Spoleto từ vị biên tước cuối cùng của nó.
Vào lúc này Hoàng đế Otto I đã tách khỏi Công quốc Spoleto các vùng đất được gọi là Sabina Langobardica và tặng cho Tòa Thánh. Giờ đây quyền kiểm soát của Spoleto ngày càng trở thành một món quà của các Hoàng đế. Năm 967, Otto II chỉ trong một thời gian ngắn đã thống nhất Công quốc Spoleto với cả Capua và Benevento, mà sau này nằm dưới sự cai trị của Pandulf Đầu sắt; nhưng sau khi cái chết của Pandulf thì ông đã tách Spoleto, để rồi ban cho Hugh, Biên tước Toscana vào năm 989. Công quốc được hợp nhất với Toscana một lần thứ hai vào năm 1057 và nó vẫn như vậy cho đến khi nữ bá tước Matilda qua đời.
Trong suốt cuộc tranh cãi lễ tấn phong với Giáo hoàng, đích thân Hoàng đế Henry IV đã bổ nhiệm một công tước Spoleto khác. Sau khi lãnh địa công tước này nằm trong gia đình của Werner (Guarnieri) xứ Urslingen, Hầu tước Ancona. Thành phố đã bị Hoàng đế Frederick Barbarossa phá hủy vào năm 1155, nhưng đã sớm được xây dựng lại. Năm 1158, Hoàng đế đã giao công quốc này lại cho Guelf VI xứ Este; đến thời Henry VI lại trao cho Conrad xứ Urslingen và sau khi ông này mất vào năm 1198 thì mới nhường lại cho Giáo hoàng Innocent III, nhưng sau đó đã bị Otto xứ Brunswick chiếm vào năm 1209 rồi lập Dipold von Vohburg lên làm công tước Spoleto.

## Trực thuộc Giáo hoàng
Otto đã tạo ra món quà tặng quyền lợi Hoàng gia ở Spoleto cho Lãnh thổ Giáo hoàng vào năm 1201 và ngay sau đó vào năm 1213, công quốc được đặt dưới sự cai trị trực tiếp của Giáo hoàng với một thống đốc, thường là một hồng y, mặc dù nó vẫn là một con tốt trong cuộc đấu tranh của Frederick II cho đến khi Nhà Hohenstaufen tuyệt tự. Lãnh thổ của Spoleto được sáp nhập vào Lãnh thổ Giáo hoàng và Vương quốc Napoli. Danh hiệu của Công quốc Spoleto về sau vẫn được các thành viên của Nhà Savoy sử dụng.

### Chính yếu
- Paulus Diaconus, Historia Langobardorum
- Gregorio di Catino (1914). “Regestum Farfense (1128)”. Il regesto di Farfa compilato da Gregorio di Catino. Roma: Soc. romana di storia patria.
- Atti del V Congresso internazionale di studi sull'Alto Medioevo, Ducato di Spoleto - periodo 774-1198. Spoleto 1973.
- Atti del IV Convegno di studio Dal Patrimonio di San Pietro allo Stato Pontificio. Ascoli Piceno 1990.

### Thứ yếu
- AA.VV. (2007). La storia. Novara: Mondadori. tr. Vol. IV.
- Bertolini, O. (1941). “Roma di fronte a Bisanzio e ai Longobardi”. Storia di Roma. Bologna. tr. V, IX.
- Bognetti, G. (1967). L'età longobarda. Milano. tr. III, pp. 441 sgg.
- Conti, P.M. (1982). Il Ducato di Spoleto e la storia istituzionale dei Longobardi. Spoleto.
- Lidia Capo. Commento a Paulus Diaconus (1992).  Lidia Capo (biên tập). Storia dei Longobardi. Milano: Lorenzo Valla/Mondadori. ISBN 88-04-33010-4.
- Falce, A. (1930). La formazione della Marca Tuscia. Firenze.
- Ignazio Giorgi; Ugo Balzani (1914). Il regesto di Farfa compilato da Gregorio di Catino. Roma: Soc. romana di storia patria. tr. Vol. I-V.Quản lý CS1: nhiều tên: danh sách tác giả (liên kết)
- Grasselli (2007). Guida ai monasteri d'Italia. Asti.
- Jarnut, Jörg (2002). Storia dei Longobardi. Torino: Einaudi. ISBN 88-464-4085-4.
- Kelly, John N.D. (2000). Vite dei Papi. Casale Monferrato: Piemme.
- Rovagnati, Sergio (2002). I Longobardi. Milano: Xenia. ISBN 88-7273-484-3.
- Saracco Previdi, E. (1990). Tra Roma Farfa e Fermo. Ascoli Piceno.